# ۱۱۵ (عدد)
۱۱۵(صد و پانزده) یک عدد طبیعی است که بعد از ۱۱۴ و قبل از ۱۱۶ قرار دارد.